# Marlies Janssens
Marlies Janssens, född 4 juni 1997 i Gent i Belgien, är en belgisk volleybollspelare (center) som spelar med VC Oudegem och Belgiens damlandslag i volleyboll.
Janssens har tidigare spelat med VDK Gent Dames (2021-2023), Asterix Avo Beveren (2017–2021), VC Oudegem (2015–2017) samt Topsportschool Vilvoorde (säsongen 2014/2015). Hon deltog med seniorlandslaget vid EM 2017, 2019, 2021 och 2023.